# Ліван на літніх Олімпійських іграх 2016
Ліван на літніх Олімпійських іграх 2016 представляли 9 спортсменів у 7 видах спорту. Жодної медалі олімпійці Лівану не завоювали.

## Легка атлетика
Ліванські легкоатлети кваліфікувалися у наведених нижче дисциплінах (не більш як 3 спортсмени в кожній дисципліні):
Легенда
- Note – для трекових дисциплін місце вказане лише для забігу, в якому взяв участь спортсмен
- Q = пройшов у наступне коло напряму
- q = пройшов у наступне коло за добором (для трекових дисциплін - найшвидші часи серед тих, хто не пройшов напряму; для технічних дисциплін - увійшов до визначеної кількості фіналістів за місцем якщо напряму пройшло менше спортсменів, ніж визначена кількість)
- NR = Національний рекорд
- N/A = Коло відсутнє у цій дисципліні
- Bye = спортсменові не потрібно змагатися у цьому колі

Трекові і шосейні дисципліни
| Спортсмен    | Дисципліна                               | Попередній забіг | Попередній забіг | Півфінал        | Півфінал        | Фінал           | Фінал           |
| Спортсмен    | Дисципліна                               | Результат        | Місце            | Результат       | Місце           | Результат       | Місце           |
| ------------ | ---------------------------------------- | ---------------- | ---------------- | --------------- | --------------- | --------------- | --------------- |
| Азмад Хазер  | біг на 110 метрів з бар'єрами (чоловіки) | 15.50            | 7                | Завершив виступ | Завершив виступ | Завершив виступ | Завершив виступ |
| Шірін Нджейм | марафон (жінки)                          | Н/Д              | Н/Д              | Н/Д             | Н/Д             | 2:51:08         | 109             |

## Веслування на байдарках і каное

### Слалом
Ліван отримав запрошення від Тристоронньої комісії на участь Річарда Мерджана у змаганнях каное-одиночок, і таким чином країна дебютувала на Олімпійських іграх у цьому виді спорту. Весляр не зміг подолати попередній раунд.
| Спортсмен      | Дисципліна   | Попередній запливи | Попередній запливи | Попередній запливи | Попередній запливи | Попередній запливи | Попередній запливи | Півфінал        | Півфінал        | Фінал           | Фінал           |
| Спортсмен      | Дисципліна   | Заплив 1           | Місце              | Заплив 2           | Місце              | Кращий             | Місце              | Час             | Місце           | Час             | Місце           |
| -------------- | ------------ | ------------------ | ------------------ | ------------------ | ------------------ | ------------------ | ------------------ | --------------- | --------------- | --------------- | --------------- |
| Річард Мерджан | Чоловіки К-1 | 120.20             | 18                 | 121.67             | 16                 | 120.20             | 19                 | Завершив виступ | Завершив виступ | Завершив виступ | Завершив виступ |

## Фехтування
Ліван делегував на Олімпійські ігри одну фехтувальницю. Учасниця Олімпіади 2012 Мона Шаїто на індивідуальні змагання на рапірах, як одна із двох азійських спортсменок з найвищим рейтингом поза межами перших 14-ти в світовому рейтинг-листі FIE, які проходили напряму. Вона програла у своєму першому поєдинку.
| Спортсменка | Дисципліна                   | Раунд 1/64         | Раунд 1/32             | Раунд 1/16         | Чвертьфінал        | Півфінал           | Фінал / БМ         | Фінал / БМ       |
| Спортсменка | Дисципліна                   | Суперник Результат | Суперник Результат     | Суперник Результат | Суперник Результат | Суперник Результат | Суперник Результат | Місце            |
| ----------- | ---------------------------- | ------------------ | ---------------------- | ------------------ | ------------------ | ------------------ | ------------------ | ---------------- |
| Мона Шаїто  | індивідуальна рапіра (жінки) | Bye                | Лі Кайфер (USA) L 3–15 | Завершила виступ   | Завершила виступ   | Завершила виступ   | Завершила виступ   | Завершила виступ |

## Дзюдо
Ліван делегував на Олімпійські ігри одного дзюдоїста в категорії до 81 кг. Насіф Еліас пройшов за рейтингом, оскільки посідав одне з 22-х перших місць у світовому рейтинг-листі IJF станом на 30 травня 2016 року. Він поступився в першому колі.
| Спортсмен   | Категорія           | Раунд 1/32         | Раунд 1/16                        | Чвертьфінали       | Півфінали          | Втішний поєдинок   | Фінал / БМ         | Фінал / БМ      |                 |
| Спортсмен   | Категорія           | Суперник Результат | Суперник Результат                | Суперник Результат | Суперник Результат | Суперник Результат | Суперник Результат | Місце           |                 |
| ----------- | ------------------- | ------------------ | --------------------------------- | ------------------ | ------------------ | ------------------ | ------------------ | --------------- | --------------- |
| Насіф Еліас | до 81 кг (чоловіки) | Bye                | Еммануель Лусенті (ARG) L 000–100 | Завершив виступ    | Завершив виступ    | Завершив виступ    | Завершив виступ    | Завершив виступ | Завершив виступ |

## Стрільба
Ліван отримав запрошення від Тристоронньої комісії на участь у Олімпіаді. Учасниця Олімпіади 2012 Рей Бассіл кваліфікувалась на змагання з трапу, оскільки змогла виконати мінімальний кваліфікаційний результат (MQS) до 31 травня 2016. Вона не змогла пройти кваліфікацію.
| Спортсмен  | Дисципліна   | Кваліфікація | Кваліфікація | Півфінал         | Півфінал         | Фінал            | Фінал            |
| Спортсмен  | Дисципліна   | Очки         | Місце        | Очки             | Місце            | Очки             | Місце            |
| ---------- | ------------ | ------------ | ------------ | ---------------- | ---------------- | ---------------- | ---------------- |
| Рей Бассіл | трап (жінки) | 65           | 14           | Завершила виступ | Завершила виступ | Завершила виступ | Завершила виступ |

Пояснення до кваліфікації: Q = Пройшов у наступне коло; q = Кваліфікувався щоб змагатись у поєдинку за бронзову медаль

## Плавання
Ліван отримав універсальне місце від FINA на участь в Олімпійських іграх двох плавців (по одному кожної статі). Обидва спортсмени не змогли вийти далі зі своїх попередніх запливів.
| Спортсмен        | Дисципліна                          | Попередній заплив | Попередній заплив | Півфінал        | Півфінал        | Фінал            | Фінал            |
| Спортсмен        | Дисципліна                          | Час               | Місце             | Час             | Місце           | Час              | Місце            |
| ---------------- | ----------------------------------- | ----------------- | ----------------- | --------------- | --------------- | ---------------- | ---------------- |
| Ентоні Барбар    | 50 метрів вільним стилем (чоловіки) | 23.77             | 50                | Завершив виступ | Завершив виступ | Завершив виступ  | Завершив виступ  |
| Габріелла Дуейхі | 400 метрів вільним стилем (жінки)   | 4:31.21           | 31                | Н/Д             | Н/Д             | Завершила виступ | Завершила виступ |

## Настільний теніс
Ліван делегував на Олімпійські ігри одну настільну тенісистку. Маріана Сахакян кваліфікувалася на змагання в одиночному розряді, оскільки посіла найвище місце серед учасниць з Західноазійської зони на Азійському кваліфікаційному турнірі, що пройшов у Гонконзі. Вона вибула після програшу в першому матчі.
| Спортсмен       | Дисципліна               | Попередній раунд              | Раунд 1            | Раунд 2            | Раунд 3            | Раунд 1/16         | Чвертьфінали       | Півфінали          | Фінал / БМ         | Фінал / БМ       |
| Спортсмен       | Дисципліна               | Суперник Результат            | Суперник Результат | Суперник Результат | Суперник Результат | Суперник Результат | Суперник Результат | Суперник Результат | Суперник Результат | Місце            |
| --------------- | ------------------------ | ----------------------------- | ------------------ | ------------------ | ------------------ | ------------------ | ------------------ | ------------------ | ------------------ | ---------------- |
| Маріана Сахакян | одиночний розряд (жінки) | Олуфунке Ошонайке (NGR) L 3–4 | Завершила виступ   | Завершила виступ   | Завершила виступ   | Завершила виступ   | Завершила виступ   | Завершила виступ   | Завершила виступ   | Завершила виступ |